# Homenatge a Malèvitx
Homenatge a Malèvitx és una escultura de Jorge Oteiza de l'any 1999 situada al Parc del Nord, al barri de Sant Pere de Terrassa.
L'obra va ser inaugurada el 15 de maig de 1999, es va ubicar al Parc del Nord, però va ser traslladada en dues ocasions, la primera a causa de la urbanització de la zona coneguda com a pisos dels ferroviaris i la segona arran de la construcció de l'estació del metro del Vallès.
La monumental escultura, que pesa unes 26 tones està feta amb acer metal·litzat revestit de zinc i acabat amb una capa de pintura negra setinada. Representa un assaig d'una rotació espacial del que ell anomena les unitats Malèvitx, i com el seu nom indica és un homenatge a l'artista ucraïnès Kazimir Malèvitx.
L'obra és una reproducció monumental de l'escultura creada pel mateix autor l'any 1957.